# Минервино Мурдже
Минервѝно Му̀рдже (на италиански: Minervino Murge, на местен диалект Mnarvèin, Мънарвѐйн) е град и община в Южна Италия, провинция Барлета-Андрия-Трани, регион Пулия. Разположен е на 445 m надморска височина. Населението на града е 9680 души (към 2008 г.). До 2004 г. общината е била включена в провинция Бари.